# François Pollen
François Paul Louis Pollen (Rotterdam, 8 gennaio 1842 – L'Aia, 7 maggio 1886) è stato un naturalista olandese, celebre per i suoi contributi alla conoscenza della fauna del Madagascar.
Assieme al connazionale Douwe Casparus van Dam (1827–1898) compì una spedizione in Madagascar dal 1863 al 1866, raccogliendo campioni campioni faunistici per il museo di storia naturale di Leida.

## Specie eponime
Numerose specie sono state dedicate al suo nome tra cui il piccione oliva delle Comore (Columba pollenii), il vanga di Pollen (Xenopirostris polleni), il camaleonte delle Mayotte (Furcifer polleni) e lo scinco del Madagascar (Madascincus polleni).